# Poliuretan
Poliuretan, pogosto okrajšano s PU, je katerikoli polimer, sestavljen iz verige organskih enot povezanih z uretanskimi povezavami. Polimeri poliuretana se sestavijo z monomerom, ki vsebuje vsaj dve izocianat funkcionalni skupini z drugim monomerom, ki vsebuje vsaj dve skupini alkohola v navzočnosti katalizatorja.
Formulacije poliuretana zajemajo zelo širok spekter togosti, trdote in gostote.
Te materiale najpogosteje srečujemo kot:
- Prilagodljivo peno z nizko gostoto se uporablja v tapetništvu in izdelkih za posteljnino
- Togo peno nizke gostote se uporablja za toplotno izolacijo in za npr. avtomobilske obloge
- Mehke in trdne elastomere se uporablja za gel blazine in valjčke, namenjene barvanju
- Materiale s trdnimi, trdimi lastostmi uporabljamo za gradnike ohišij elektronskih instrumentov

Poliuretani se na široko uporabljajo za izdelavo prilagodljive pene za sedenje, togih pen, izolacijskih plošč, tesnil, trpežna elastomerna kolesa, dele v elektroniki, preproge, podloge itd.